# 대한민국의 사립 박물관 목록
대한민국에 있는 사립박물관과 미술관 목록이다.

## 사립박물관

### 사립박물관 ㄱ ~ ㄹ
| 박물관                   | 주소                                           | 웹사이트                        |
| ------------------------ | ---------------------------------------------- | ------------------------------- |
| 가일미술관               | 경기도 가평군 청평면 북한강로 1549             |                                 |
| 가천박물관               | 인천광역시 연수구 청량로102번길 40-9           | 보관됨 2007-12-18 - 웨이백 머신 |
| 가회박물관               | 서울특별시 종로구 북촌로12길 17                |                                 |
| 간송미술관               | 서울특별시 성북구 성북로 102-11                |                                 |
| 거제민속자료관           | 경상남도 거제시 연초면 대금산로 339-7          |                                 |
| 거제박물관               | 경상남도 거제시 거제대로 3791                  |                                 |
| 건강과 성박물관          | 제주특별자치도 서귀포시 안덕면 일주서로 1611   |                                 |
| 결성농요농사박물관       | 충청남도 홍성군 결성면 구성남로 91             |                                 |
| 경보화석박물관           | 경상북도 영덕군 남정면 동해대로 3763           |                                 |
| 경운박물관               | 서울특별시 강남구 개포동 152 경기여고내        |                                 |
| 계룡산자연사박물관       | 충청남도 공주시 반포면 임금봉길 49-25          |                                 |
| 계성죠히역사박물관       | 서울특별시 종로구 신문로1가 116 세안빌딩       |                                 |
| 고성탈박물관             | 경상남도 고성군 고성읍 율대2길 23              |                                 |
| 공주민속극박물관         | 충청남도 공주시 의당면 돌모루2길 17-15         |                                 |
| 교과서박물관             | 세종특별자치시 연동면 내판리 산25-1            |                                 |
| 금구원조각전시관         | 전라북도 부안군 변산면 조각공원길 31           |                                 |
| 금오민속박물관           | 경상북도 구미시 무을면 상무로 1227-8           |                                 |
| 금호미술관               | 서울특별시 종로구 삼청로 18                    |                                 |
| 김영갑갤러리두모악미술관 | 제주특별자치도 서귀포시 성산읍 삼달로 137      |                                 |
| 김포다도박물관           | 경기도 김포시 월곶면 애기봉로275번길 187-49    |                                 |
| 나절로미술관             | 전라남도 진도군 임회면 진도대로 3886           |                                 |
| 남송미술관               | 경기도 가평군 북면 백둔로 322                  |                                 |
| 남진미술관               | 전라남도 진도군 임회면 삼막리 477-1            |                                 |
| 남철미술관               | 대전광역시 서구 갈마로 173-1                   |                                 |
| 남포미술관               | 전라남도 고흥군 영남면 팔영로 1081             |                                 |
| 농업박물관               | 서울특별시 중구 새문안로 16                    |                                 |
| 다산미술관               | 전라남도 화순군 남면 다산리 455                |                                 |
| 당림미술관               | 충청남도 아산시 송악면 외암로1182번길 34-19    |                                 |
| 대림미술관               | 서울특별시 종로구 자하문로4길 21               |                                 |
| 대원사티벳박물관         | 전라남도 보성군 문덕면 죽산길 520-1            |                                 |
| 대청댐물문화관           | 대전광역시 대덕구 대청로 618-136               |                                 |
| 더리미미술관             | 인천광역시 강화군 선원면 신정리 421            |                                 |
| 덕소자연사박물관         | 경기도 남양주시 와부읍 석실로 46-11            |                                 |
| 덕포진교육박물관         | 경기도 김포시 대곶면 덕포진로103번길 90        |                                 |
| 도갑사성보관             | 전라남도 영암군 군서면 도갑리 8 도갑사내       |                                 |
| 도산안창호기념관         | 서울특별시 강남구 도산대로45길 18 도산공원내   |                                 |
| 독립기념관               | 충청남도 천안시 동남구 목천읍 삼방로 95        |                                 |
| 동산도기박물관           | 대전광역시 서구 조달청길 36                    |                                 |
| 동진수리민속박물관       | 전라북도 김제시 화동길 112                     |                                 |
| 두루뫼박물관             | 경기도 파주시 법원읍 초리골길 278              |                                 |
| 둥지박물관               | 경기도 용인시 처인구 원삼면 죽릉리 산 1-2, 2-1 |                                 |
| 디 아모레 뮤지움         | 경기도 용인시 기흥구 용구대로 1920             |                                 |
| 떡부엌살림박물관         | 서울특별시 종로구 돈화문로 71                  |                                 |
| 로댕갤러리               | 서울특별시 중구 세종대로 55 삼성생명빌딩 1층   |                                 |
| 롯데월드민속박물관       | 서울특별시 송파구 올림픽로 240                 |                                 |

### 사립박물관 ㅁ~ ㅅ
| 박물관                         | 주소                                                         | 웹사이트                        |
| ------------------------------ | ------------------------------------------------------------ | ------------------------------- |
| 마가미술관                     | 경기도 용인시 처인구 모현읍 문형동림로101번길 37             |                                 |
| 마사박물관                     | 경기도 과천시 경마공원대로 107 KRA 마사박물관                |                                 |
| 만해기념관                     | 경기도 광주시 남한산성면 남한산성로792번길 24-7(남한산성 내) |                                 |
| 만해문학박물관                 | 강원특별자치도 인제군 북면 만해로 91 백담사 만해마을         |                                 |
| 모란미술관                     | 경기도 남양주시 화도읍 경춘로2110번길 8                      |                                 |
| 목아박물관                     | 경기도 여주시 강천면 이호리 395-2                            |                                 |
| 목암미술관                     | 경기도 고양시 덕양구 호국로1907번길 150                      |                                 |
| 목인박물관                     | 서울특별시 종로구 인사동11길 16-3                            |                                 |
| 무릉박물관                     | 강원특별자치도 원주시 흥업면 사제로 399-10                   |                                 |
| 무애원도예박물관               | 인천광역시 강화군 하점면 고려산로 119                        |                                 |
| 무의자미술관                   | 경기도 남양주시 평내로 9                                     |                                 |
| 뮤지엄산                       | 강원특별자치도 원주시 지정면 오크밸리2길 260                 |                                 |
| 미리벌민속박물관               | 경상남도 밀양시 초동면 초동중앙로 439                        |                                 |
| 밀알미술관                     | 서울특별시 강남구 일원로 90                                  |                                 |
| 바탕골미술관                   | 경기도 양평군 강하면 강남로 50                               |                                 |
| 방림원                         | 제주특별자치도 제주시 한경면 용금로 864 예술인마을 내        |                                 |
| 배다리술박물관                 | 경기도 고양시 덕양구 수역이길 120-24                         |                                 |
| 백범기념관                     | 서울특별시 용산구 임정로 26                                  |                                 |
| 별난물건롤링볼박물관           | 제주특별자치도 서귀포시 대정읍 보성구억로 119                |                                 |
| 보나장신구박물관               | 서울특별시 종로구 인사동9길 9                                |                                 |
| 복권박물관                     | 충청남도 천안시 동남구 문암로 283 국민은행 천안연수원 내     |                                 |
| 부천로보파크전시관             | 경기도 부천시 평천로 655                                     |                                 |
| 북촌미술관                     | 서울특별시 종로구 북촌로7길 4 청남문화원 1F                  |                                 |
| 분당자연박물관                 | 경기도 성남시 분당구 불정로 50 주택전시관 3층                |                                 |
| 사람박물관 얼굴                | 경기도 광주시 남종면 분원길 3-6                              |                                 |
| 사비나미술관                   | 서울특별시 종로구 율곡로 49-4                                |                                 |
| 삼성교통박물관                 | 경기도 용인시 처인구 포곡읍 유운리 292                       |                                 |
| 삼성미술관 Leeum               | 서울특별시 용산구 이태원로55길 60-16                         |                                 |
| 삼성어린이박물관               | 서울특별시 송파구 신천동 7-26                                |                                 |
| 삼성출판박물관                 | 서울특별시 종로구 비봉길 2-2                                 |                                 |
| 상원미술관                     | 서울특별시 종로구 평창31길 27                                |                                 |
| 샬트르성바오로수녀회역사박물관 | 서울특별시 중구 명동길 74-2                                  |                                 |
| 생명과학박물관                 | 서울특별시 양천구 목동동로 206-1                             |                                 |
| 서귀포이승만자료관             | 제주특별자치도 서귀포시 토평동 511                           |                                 |
| 서울디자인박물관               | 서울특별시 종로구 원서동 9-4 한샘 DBEW 디자인 센터           |                                 |
| 서울올림픽기념관               | 서울특별시 송파구 올림픽로 424                               |                                 |
| 석봉도자기미술관               | 강원특별자치도 속초시 엑스포로 156                           |                                 |
| 석부작테마공원                 | 제주특별자치도 서귀포시 일주동로 8941                        |                                 |
| 선바위미술관                   | 경기도 과천시 무네미길 34                                    |                                 |
| 선암사성보박물관               | 전라남도 순천시 승주읍 선암사길 450                          |                                 |
| 선화기독교미술관               | 대전광역시 서구 계룡로264번길 2 선화교회                     |                                 |
| 설록차뮤지엄오설록             | 제주특별자치도 서귀포시 안덕면 신화역사로 425                |                                 |
| 성곡미술관                     | 서울특별시 종로구 경희궁길 42                                |                                 |
| 성암고서박물관                 | 서울특별시 중구 태평로1가 60-17                              |                                 |
| 세계 장신구 박물관             | 서울특별시 종로구 북촌로5나길 2                              |                                 |
| 세중옛돌박물관                 | 경기도 용인시 처인구 양지면 양대로 155                       |                                 |
| 소리섬박물관                   | 제주특별자치도 서귀포시 중문관광로110번길 15                 |                                 |
| 소마미술관                     | 서울특별시 송파구 올림픽로 424                               |                                 |
| 소전미술관                     | 경기도 시흥시 소래산길 41                                    |                                 |
| 송광매기념관                   | 대구광역시 동구 팔공산로 225-34                              |                                 |
| 송광사성보박물관               | 전라남도 순천시 송광면 송광사안길 100                        |                                 |
| 송원아트센터                   | 서울특별시 종로구 윤보선길 75                                |                                 |
| 쇳대박물관                     | 서울특별시 종로구 이화장길 100                               |                                 |
| 수덕사근역성보관               | 충청남도 예산군 덕산면 사천리 20                             |                                 |
| 술박물관 리쿼리움              | 충청북도 충주시 중앙탑면 탑정안길 12                         | 보관됨 2014-02-26 - 웨이백 머신 |
| 쉼박물관                       | 서울특별시 종로구 세검정로 209-17                            |                                 |
| 스페이스 몸 미술관             | 충청북도 청주시 흥덕구 풍년로 162(가경동)                    |                                 |
| 시안미술관                     | 경상북도 영천시 화산면 가래실로 364                          |                                 |
| 신문박물관                     | 서울특별시 종로구 청계천로 1 동아미디어센터 3,4층            |                                 |
| 신미술관                       | 충청북도 청주시 서원구 호국로97번길 30                       |                                 |
| 신세계한국상업사박물관         | 경기도 용인시 처인구 남사면 화곡로 77                        |                                 |
| 신영영화박물관                 | 제주특별자치도 서귀포시 남원읍 태위로 536                    |                                 |

### 사립박물관 ㅇ~ ㅊ
| 박물관                        | 주소                                                            | 웹사이트 |
| ----------------------------- | --------------------------------------------------------------- | -------- |
| 아천미술관                    | 전라남도 영암군 신북면 하정길 12-7                              |          |
| 아트선재미술관                | 경상북도 경주시 보문로 484-7                                    |          |
| 아트선재센터                  | 서울특별시 종로구 율곡로3길 87                                  |          |
| 아트센터나비                  | 서울특별시 종로구 종로 26 SK본사빌딩 4층                        |          |
| 아프리카박물관                | 제주특별자치도 서귀포시 이어도로 49                             |          |
| 아프리카 문화예술 박물관      | 경기도 양평군 용문면 금곡길 40                                  |          |
| 안동소주박물관                | 경상북도 안동시 강남로 71-1                                     |          |
| 에디슨사이언스뮤지엄          | 강원특별자치도 강릉시 송정동 216-15                             |          |
| 여성생활사박물관              | 경기도 여주시 강천면 강천로 324-20                              |          |
| 여주잠사민속박물관            | 경기도 여주시 향교로 70                                         |          |
| 여진불교미술관                | 대전광역시 유성구 엑스포로 624                                  |          |
| 연기향토사료관                | 세종특별자치시 연서면 양대길 34-4                               |          |
| 영월동굴생태관                | 강원특별자치도 영월군 김삿갓면 영월동로 1121-15                 |          |
| 영은미술관                    | 경기도 광주시 청석로 300                                        |          |
| 영인문학관                    | 서울특별시 종로구 평창30길 81                                   |          |
| 영집궁시전시관                | 경기도 파주시 탄현면 국원말길 168                               |          |
| 예뿌리민속박물관              | 충청북도 청주시 상당구 가덕면 금거1길 6                         |          |
| 예술의전당 서울서예박물관     | 서울특별시 서초구 남부순환로 2406                               |          |
| 예술의전당 한가람디자인미술관 | 서울특별시 서초구 남부순환로 2406                               |          |
| 예술의전당 한가람미술관       | 서울특별시 서초구 남부순환로 2406                               |          |
| 옛터민속박물관                | 대전광역시 동구 산내로 321-35                                   |          |
| 온양민속박물관                | 충청남도 아산시 충무로 123                                      |          |
| 옹기민속박물관                | 서울특별시 도봉구 삼양로 574-41                                 |          |
| 왈츠&닥터만 커피박물관        | 경기도 남양주시 조안면 북한강로 856-37                          |          |
| 외도보타니아                  | 경상남도 거제시 일운면 외도길 17                                |          |
| 우리은행 은행사박물관         | 서울특별시 중구 소공로 51                                       |          |
| 우제길미술관                  | 광주광역시 동구 의재로 140-6                                    |          |
| 운보미술관 (전 운향미술관)    | 충청북도 청주시 청원구 내수읍 형동2길 92-41                     |          |
| 운우판화미술관                | 서울특별시 성북구 선잠로 12-11                                  |          |
| 울트라건축박물관              | 서울특별시 양천구 중앙로 262 메디바이오플렉스 B1                |          |
| 웅진초등교육박물관            | 충청남도 공주시 우성면 무성산로 296                             |          |
| 원불교역사박물관              | 전라북도 익산시 익산대로 501                                    |          |
| 원주허브팜                    | 강원특별자치도 원주시 무실동 887-82                             |          |
| 월전미술관                    | 서울특별시 종로구 팔판동 35-1                                   |          |
| 월정사성보박물관              | 강원특별자치도 평창군 진부면 오대산로 374-8                     |          |
| 의재미술관                    | 광주광역시 동구 증심사길 155                                    |          |
| 의학박물관                    | 서울특별시 종로구 대학로 101 서울대학교 병원 내                 |          |
| 이영미술관                    | 경기도 용인시 기흥구 흥덕4로 63                                 |          |
| 이응노미술관                  | 대전광역시 서구 둔산대로 135                                    |          |
| 인천어린이박물관              | 인천광역시 남구 매소홀로 618 문학경기장 내                      |          |
| 일민미술관                    | 서울특별시 종로구 세종대로 152 (동아일보 광화문사옥)            |          |
| 일본군위안부역사관            | 경기도 광주시 퇴촌면 가새골길 85                                |          |
| 임립미술관                    | 충청남도 공주시 계룡면 봉곡길 77-13                             |          |
| 자연사박물관                  | 경기도 남양주시 진접읍 금강로 1095                              |          |
| 자연생태박물관 (들꽃수목원)   | 경기도 양평군 양평읍 경강로 1704                                |          |
| 자연염색박물관                | 대구광역시 동구 파계로112길 17                                  |          |
| 전기박물관                    | 서울특별시 서초구 효령로72길 60                                 |          |
| 전원미술관                    | 인천광역시 강화군 송해면 솔정리 502-2                           |          |
| 제비울미술관                  | 경기도 과천시 제비울길 111                                      |          |
| 제주금오당미술관              | 제주특별자치도 제주시 노연로 69                                 |          |
| 제주민속박물관                | 제주특별자치도 제주시 일주동로 293-1                            |          |
| 제주민속촌박물관              | 제주특별자치도 서귀포시 표선면 민속해안로 631-34                |          |
| 조명박물관(필룩스)            | 경기도 양주시 광적면 광적로 235-48                              |          |
| 조선관요박물관                | 경기도 광주시 곤지암읍 삼리 산26-9                              |          |
| 조흥금융박물관                | 서울특별시 중구 세종대로 135-5                                  |          |
| 종이나라박물관                | 서울특별시 종로구 장충단로 166 종이나라빌딩 3층                 |          |
| 죽포미술관                    | 경기도 여주시 산북면 고촌길 26-10                               |          |
| 중남미문화원병설박물관        | 경기도 고양시 덕양구 대양로285번길 33-15                        |          |
| 증권박물관                    | 경기도 고양시 일산동구 호수로 358-8 증권예탁결제원 6층          |          |
| 지적박물관                    | 충청북도 제천시 금성면 양월로 34                                |          |
| 직지성보박물관                | 경상북도 김천시 대항면 운수리 216                               |          |
| 짚풀생활사박물관              | 서울특별시 종로구 성균관로4길 45                                |          |
| 참소리축음기에디슨박물관      | 강원특별자치도 강릉시 경포로371번길 26                          |          |
| 창조자연사박물관              | 경기도 시흥시 두문로71번길 4                                    |          |
| 철박물관                      | 충청북도 음성군 감곡면 영산로 360                               |          |
| 청암미술관                    | 서울특별시 광진구 광나루로30길 46                               |          |
| 청주옹기박물관                | 충청북도 청주시 상당구 우암산로 472                             |          |
| 초전섬유퀼트박물관            | 서울특별시 중구 퇴계로18길 66                                   |          |
| 초콜릿박물관                  | 제주특별자치도 서귀포시 대정읍 일주서로3000번길 144 농공단지 내 |          |
| 충남전기통신박물관            | 대전광역시 중구 대둔산로 390 남대전지점 3층                     |          |
| 충현박물관                    | 경기도 광명시 오리로347번길 5-5                                 |          |
| 치악민속박물관                | 강원특별자치도 원주시 고문골길 113                              |          |
| 치악산명주사고판화박물관      | 강원특별자치도 원주시 신림면 물안길 62                          |          |
| 치우금속공예관                | 서울특별시 서초구 중앙로 555                                    |          |

### 사립박물관 ㅋ~ ㅎ
| 박물관                        | 주소                                                           | 웹사이트 |
| ----------------------------- | -------------------------------------------------------------- | -------- |
| 코리아나화장박물관            | 서울특별시 강남구 언주로 827                                   |          |
| 태영민속박물관                | 충청남도 금산군 남이면 하금평촌길 26                           |          |
| 테디베어뮤지엄                | 제주특별자치도 서귀포시 중문관광로110번길 31                   |          |
| 테마동물원 Zoozoo             | 경기도 고양시 덕양구 원당로458번길 7-42                        |          |
| 테지움                        | 제주특별자치도 제주시 애월읍 평화로 2159                       |          |
| 토지박물관                    | 경기도 성남시 분당구 돌마로 172 LH본사 내                      |          |
| 토탈미술관                    | 서울특별시 종로구 평창32길 8                                   |          |
| 통도사성보박물관              | 경상남도 양산시 하북면 통도사로 108                            |          |
| 통영옻칠미술관                | 경상남도 통영시 용남면 용남해안로 36                           |          |
| 티벳박물관                    | 서울특별시 종로구 북촌로5가길 13                               |          |
| 팬아시아종이박물관            | 전라북도 전주시 덕진구 팔복로 59                               |          |
| 평강성서유물박물관            | 서울특별시 구로구 오류로8라길 44                               |          |
| 제주전쟁역사평화박물관        | 제주특별자치도 제주시 한경면 청수서5길 63                      |          |
| 포스코미술관                  | 서울특별시 강남구 테헤란로 440 포스코센터 서관 2층             |          |
| 포스코역사박물관              | 경상북도 포항시 남구 동해안로 6261                             |          |
| 풀무원김치박물관              | 서울특별시 강남구 봉은사로 524 코엑스인터콘티넨탈서울 지하 2층 |          |
| 하회동탈박물관                | 경상북도 안동시 풍천면 전서로 206                              |          |
| 한광미술관                    | 부산광역시 중구 중앙대로 130                                   |          |
| 한국가구박물관                | 서울특별시 성북구 대사관로 121                                 |          |
| 한국고건축박물관              | 충청남도 예산군 덕산면 홍덕서로 543                            |          |
| 한국기독교역사박물관          | 경기도 이천시 대월면 대평로214번길 10-13                       |          |
| 한국등잔박물관                | 경기도 용인시 처인구 모현읍 능곡로56번길 8                     |          |
| 한국미술관                    | 경기도 용인시 기흥구 마북로 244-2                              |          |
| 한국미술박물관                | 서울특별시 종로구 창덕궁길 73                                  |          |
| 한국민속촌박물관              | 경기도 용인시 기흥구 민속촌로 90                               |          |
| 한국불교미술박물관            | 서울특별시 종로구 창덕궁길 73                                  |          |
| 한국스키박물관                | 강원특별자치도 고성군 간성읍 흘리령길 52                       |          |
| 한국인장박물관                | 충청남도 예산군 광시면 운산2길 111-6                           |          |
| 한국자수박물관                | 서울특별시 강남구 논현로132길 34                               |          |
| 한국잠사박물관                | 충청북도 청원군 강내면 청주역로 213-52                         |          |
| 한국잡지박물관                | 서울특별시 영등포구 여의대방로67길 11 잡지회관내 지하1층       |          |
| 한국지질자원연구원 지질박물관 | 대전광역시 유성구 과학로 124                                   |          |
| 한국카메라박물관              | 경기도 과천시 대공원광장로 8                                   |          |
| 한국현대문학관                | 서울특별시 중구 동호로 268                                     |          |
| 한국현대의상박물관            | 서울특별시 중구 율곡로 241-2                                   |          |
| 한독의약박물관                | 충청북도 음성군 대소면 대풍산단로 78 대풍지방산업단지 내       |          |
| 한림민속박물관                | 경상남도 김해시 한림면 김해대로 1029-20                        |          |
| 한미사진미술관                | 서울특별시 송파구 위례성대로 14 한미빌딩 20층                  |          |
| 한상수자수박물관              | 서울특별시 성북구 (성북동 58-13) 성북로 16길 4-10 /02.744.1545 |          |
| 한얼고문서유물관              | 경기도 여주시 대신면 대신1로 298                               |          |
| 한얼과학문화관                | 경기도 여주시 대신면 대신1로 298                               |          |
| 한얼산업디자인유물관          | 경기도 여주시 대신면 대신1로 298                               |          |
| 한얼의학유물관                | 경기도 여주시 대신면 대신1로 298                               |          |
| 한얼전적유물관                | 경기도 여주시 대신면 대신1로 298                               |          |
| 한얼카메라유물관              | 경기도 여주시 대신면 대신1로 298                               |          |
| 한원미술관                    | 서울특별시 서초구 남부순환로 2423 한원빌딩 지하 1층            |          |
| 항공우주박물관                | 경상남도 사천시 사남면 공단1로 78                              |          |
| 해강도자미술관                | 경기도 이천시 신둔면 경충대로3150번길 44                       |          |
| 해금강테마박물관              | 경상남도 거제시 남부면 해금강로 120                            |          |
| 해인사성보박물관              | 경상남도 합천군 가야면 해인사길 122                            |          |
| 향암미술관                    | 경상북도 울진군 온정면 소태리 472-2 (백암온천)                 |          |
| 현대도자미술관                | 경기도 여주시 현암3길 142                                      |          |
| 혜곡 최순우 기념관            | 서울특별시 성북구 성북로15길 9                                 |          |
| 호림박물관                    | 서울특별시 관악구 남부순환로152길 53                           |          |
| 호암미술관                    | 경기도 용인시 처인구 포곡읍 에버랜드로562번길 38               |          |
| 홍성민속테마박물관            | 충청남도 홍성군 구항면 구항길 312                              |          |
| 화정박물관                    | 서울특별시 종로구 평창8길 3                                    |          |
| 화폐박물관                    | 대전광역시 유성구 과학로 80-67 한국조폐공사                    |          |
| 환기미술관                    | 서울특별시 종로구 자하문로40길 63                              |          |